# Medaille voor Trouwe Arbeid
De Medaille voor Trouwe Arbeid (Duits: Medaille für Treue in der Arbeit) was een onderscheiding van het koninkrijk Saksen. De onderscheiding werd op 10 augustus 1894 door koning Albert van Saksen ingesteld. Ze was bestemd voor koningsgezinde personen van onbesproken gedrag die vanaf hun 25e levensjaar onafgebroken dertig jaar bij dezelfde werkgever hadden gewerkt. In 1875 was er al een Medaille voor Langdurige Trouwe Dienst ingesteld. Dergelijke medailles werden bij jubilea uitgereikt aan lager geplaatste personen die op grond van hun maatschappelijke positie niet in aanmerking kwamen voor een ridderorde. 
De val van de monarchie maakte in 1918 een einde aan de koninklijk Saksische orden en onderscheidingen.
Op de voorzijde was de regerende koning afgebeeld binnen het rondschrift "ALBERT KÖNIG VON SACHSEN", GEORG KÖNIG VON SACHSEN of "FRIEDRICH AUGUST KÖNIG V. SACHSEN". Op de keerzijde stond "FÜR TREUE IN DER ARBEIT" binnen een eikenkrans.
Er zijn  verschillende modellen bekend:
- Grote zilveren medaille (niet draagbare legpenning)
- Grote zilveren medaille met oog (draagbaar gemaakt)
- Kleine zilveren medaille

De ronde zilveren medaille werd aan groen lint op de linkerborst of door dames aan een strik van dezelfde stof op de linkerschouder gedragen. De grote zilveren medailles kunnen op initiatief van de ontvanger draagbaar zijn gemaakt. 